# Глухово (Сарапульський район)
Глу́хово (рос. Глухово) — присілок в Сарапульському районі Удмуртії, Росія.
Урбаноніми:
- вулиці — Барановська, Берегова, Дачна, Лучна, Міщанська, Набережна, Річкова, Тютюнова, Центральна
- провулки — Дачний

## Населення
Населення становить 50 осіб (2010, 33 у 2002).
Національний склад (2002):
- росіяни — 70 %
- татари — 27 %